# Hans Gierke

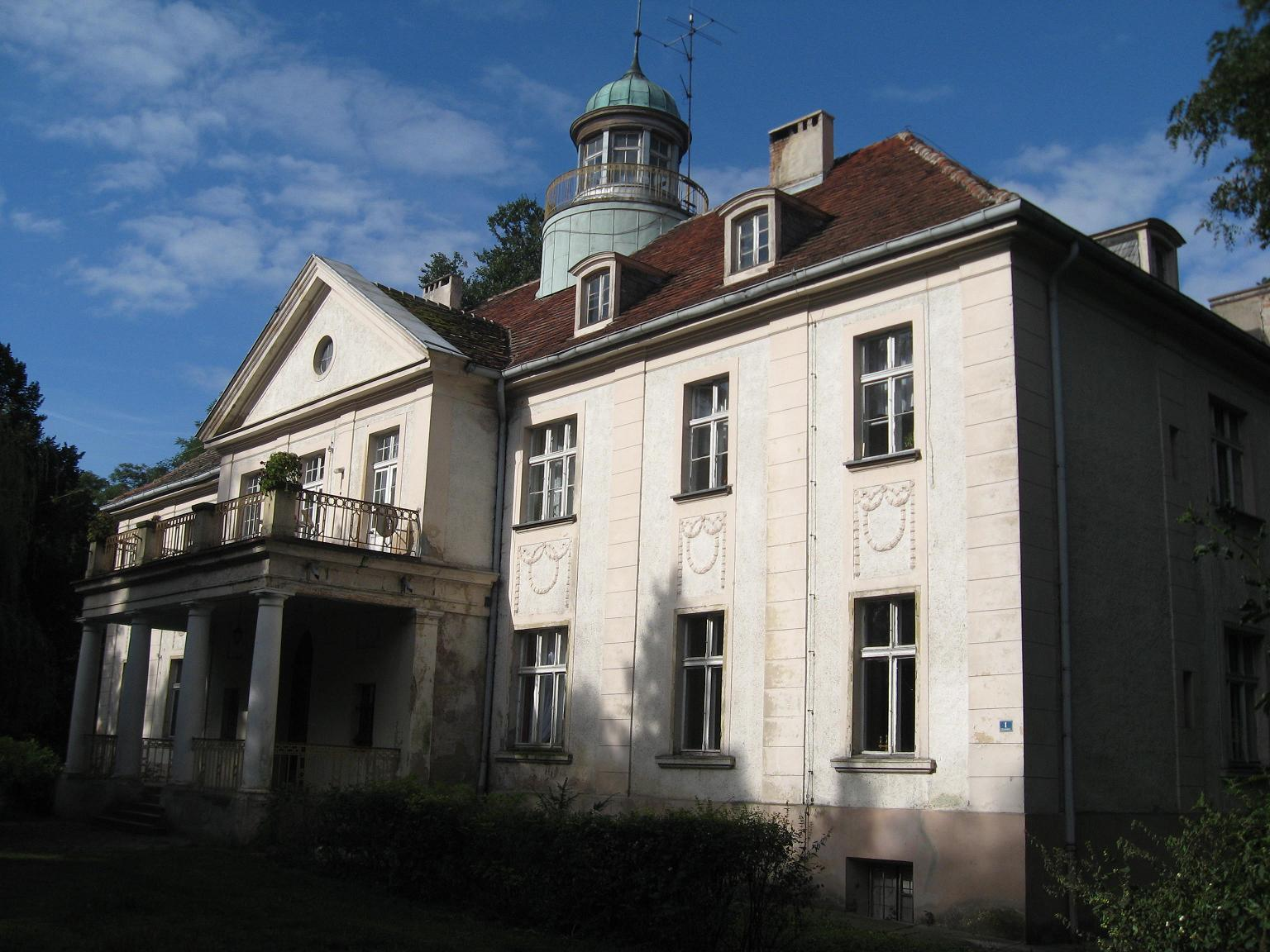
Pałac w Polanowicach

Hans Gierke (Jan Gierke) (ur. 1895 w Polanowicach, zm. 23 października 1939 w Inowrocławiu) – właściciel majątku Polanowice.
Pochodził z niemieckiego rodu Gierke. Był synem Waltera Gierke i jego żony Luisy. 5 marca 1923 ożenił się z Liselotte, z którą miał trójkę dzieci: Sabine, Klausa i Waltera. 5 listopada 1937 zmienił przynależność państwową na polską. 19 czerwca 1939 roku w Poznaniu ożenił się ponownie z Polką – Marią Antoniną.
Jego majątek miał ponad tysiąc hektarów, w jego skład wchodził też pałac. Przy majątku mieścił się park w wieloma gatunkami rzadkich drzew: miłorząb japoński, bądź platan klonolistny. Latem zatrudniał nawet trzysta osób. Rodzina Gierke przyczyniła się do odbudowania tamtejszej szkoły, a także dbała o miejscowy kościół. Ostatnim dziedzicem został Hans Gierke.
W czasie II wojny światowej pomagał polskim mieszkańcom wsi, aresztowany przez władze nazistowskie i osadzony w Inowrocławiu, gdzie nocą z 22 na 23 października 1939 roku został rozstrzelany wraz z grupą polskich więźniów. Jego zwłoki zakopano w rowie przy ulicy Narutowicza. Po wojnie ciało zostało przeniesione na inny cmentarz.
Za swe zasługi w ratowaniu Polaków określany bywa jako „kujawski Schindler”.